# رهاوی

محل صداهای مقام رهاوی بر روی پرده‌های سازهایی مثل تار، سه‌تار و عود که با فاصلهٔ چهارم درست کوک شده‌اند.

رَهاوی یا رهاب یکی از ۱۲ مقام اصلی موسیقی قدیم ایران است که در ردیف موسیقی ایرانی اکنون به صورت یک گوشه در دستگاه نوا یا دستگاه شور حفظ شده‌است.

## نام
نام رهاوی به شکل «رَهاب»، «رُهاب» و «راهوی» نیز در متون آمده‌است. معنی این کلمه این گونه گفته شده: «راهوی آن است که کسی از خوف رهایی یافته باشد». در قدیم آن را مقامی حزن‌انگیز و حتی مقام گریه می‌دانستند. قدما معتقد بودند این مقام را بهتر است در مجالس کسانی نواخت که از موطن خود دور افتاده، و غریب هستند. البته از ابن سینا نیز نقل شده که بهتر است آنرا در آغاز صبح نواخت.
نام رهوای در ادبیات فارسی در منابعی به قدمت قرن ششم هجری یافت می‌شود. از این جمله، انوری در یکی از اشعارش به رهوای در کنار پرده‌های (مقام‌های) نهاوند، و عراق اشاره کرده‌است:
| غزلکهای خود همی خواندم |  | در نهاوند و راهوی و عراق |
| — دیوان انوری، ص ۲۶۹   |  |                          |

## تجزیه و تحلیل
تصویر زیر درجه‌های مقام رهاوی (بر اساس رسالهٔ شرفیهٔ صفی‌الدین ارموی) را بر پایهٔ سل نشان می‌دهد.

درجات مقام رهاوی بر اساس رسالهٔ شرفیهٔ صفی‌الدین ارموی.

تصویر زیر ساختار گوشهٔ رهاوی در در دستگاه نوا بر پایهٔ سی را نشان می‌دهد:

### گوشه
در ردیف موسیقی ایرانی، گوشهٔ رهاوی در دستگاه‌های مختلفی آمده‌است، از جمله در دستگاه‌های نوا و شور. در برخی ردیف‌ها دو گوشهٔ رهاب و رهاوی هر دو وجود دارند، اگر چه اصولاً هر دو در یک دستگاه دیده نمی‌شوند. همچنین در برخی ردیف‌های قدیمی‌تر (از جمله ردیف میرزاعبدالله) گوشهٔ رهاب یا رهاوی، در ارتباط با گوشهٔ «مسیحی» تعریف می‌شود (و گاهی «رُهابِ مسیحی» نامیده شده) که این ارتباط به خصوص در دستگاه‌های غیر از شور (نظیر سه‌گاه، نوا، و نیز بیات اصفهان و افشاری) رایج‌تر است و در ردیف این‌ها، رهاب معمولاً در انتهای ردیف می‌آید (حال آن که در شور، معمولاً در ابتدای ردیف و پس از درآمد می‌آید).
در دستگاه شور، نت شاهد در گوشهٔ رهاوی درجهٔ دوم شور، و نت ایست آن درجه زیرپایه شور است. در گوشهٔ رهاوی به نت‌ها و درجاتی که قبلاً زیاد توجه نمی‌شد پرداخته می‌شود و ملودی بیشتر در روی سه نتِ اجرا می‌شود که عبارتند از زیرپایه شور، درجهٔ دوم شور، و درجهٔ سوم شور. درجهٔ سوم شور، شاهد بیات ترک نیز هست. درجهٔ دوم شور هم علاوه بر این که شاهد رهاوی است، شاهد سه‌گاه و ایست اول افشاری و زیرپایه ایست دوم افشاری نیز هست. به همین دلایل است که رهاوی فضای جدیدی از نت‌های شور پدید می‌آورد که ضمن این که بیات ترک و سه‌گاه را تداعی می‌کند، بیشتر شبیه افشاری است. نت شروع نیز زیرپایهٔ شور است. رهاب در بیشتر ردیف‌ها بعد از درآمد می‌آید و اشتراکات زیادی با درآمد شور دارد، اگر چه در گوشهٔ رهاب، ارزش نت‌ها به لحاظ ملودی، نسبت به درآمدهای قبلی شور تغییر می‌کند و برخلاف گوشه‌های قبل، نت‌هایی که متمایل به نت پایه هستند (زیرپایه، و درجات دوم و ششم) نقش مهم‌تری در ایجاد ملودی پیدا می‌کنند.